# 4154 Rumsey
4154 Rumsey (1985 NE) là một tiểu hành tinh vành đai chính được phát hiện ngày 10 tháng 7 năm 1985 bởi Alan C. Gilmore và Pamela M. Kilmartin ở Lake Tekapo.